# Cladonota apicalis
Cladonota apicalis — вид напівтвердокрилих комах родини горбаток (Membracidae). Поширений у тропічних вологих лісах Південної Америки.